# Spirostigma hirsutissima
Spirostigma hirsutissima är en akantusväxtart som beskrevs av Christian Gottfried Daniel Nees von Esenbeck. Spirostigma hirsutissima ingår i släktet Spirostigma och familjen akantusväxter. Inga underarter finns listade i Catalogue of Life.